# Il pleut de l’or
Az Il pleut de l’or (magyarul: Aranyeső) egy popdal, mely Svájcot képviselte a 2010-es Eurovíziós Dalversenyen. A dalt a svájci Michael von der Heide adta elő francia nyelven.

## Az Eurovíziós Dalfesztivál
A dalt nemzeti döntő nélkül, belső kiválasztással jelölte ki egy szakértő zsűri, és a 2010. január 9-én rendezett svájci zenei díjátadó gálán mutatták be először a közönségnek.
Az énekes egyszer már megpróbált részt venni a dalversenyen, az 1999-es német nemzeti döntőben az ötödik helyen végzett Bye Bye Bar című dalával.
Az Eurovíziós Dalfesztiválon a dalt először a május 27-én tartott második elődöntőben adták elő, a fellépési sorrendben ötödikként a dán Chanée és N'evergreen In a Moment Like This című dala után, és a svéd Anna Bergendahl This Is My Life című dala előtt. A szavazás során két ponttal az utolsó, tizenhetedik helyen végzett, így nem jutott tovább a döntőbe.
A következő svájci induló Anna Rossinelli In Love for a While című dala volt a 2011-es Eurovíziós Dalversenyen.

## Slágerlistás helyezések
| Slágerlisták (2010) | Lh.* |
| ------------------- | ---- |
| Svájc               | 65   |

*Lh. = Legjobb helyezés.